# Зайцевська сільська рада
За́йцевська сільська рада (рос. Зайцевский сельский совет) — сільське поселення у складі Тальменського району Алтайського краю Росії.
Адміністративний центр та єдиний населений пункт — село Зайцево.

## Населення
Населення — 734 особи (2019; 723 в 2010, 845 у 2002).